# Rowland Heights
Rowland Heights ist ein census-designated place (CDP) im Los Angeles County im US-Bundesstaat Kalifornien. Der Ort hat eine Fläche von 23,4 km². Das U.S. Census Bureau hat bei der Volkszählung 2020 eine Einwohnerzahl von 48.231 ermittelt.

## Geographie
Die Stadt liegt bei den geographischen Koordinaten 33,98° Nord, 117,89° West. Bis in die Innenstadt des westlich gelegenen Los Angeles sind es etwa 35 Kilometer. Der Ort liegt in der Greater Los Angeles Area.
Rowland Heights umgebende Orte sind Walnut im Nordosten, im Osten Diamond Bar, Brea im Süden, La Habra Heights im Südwesten, im Westen  Hacienda Heights und die Stadt Industry im Nordwesten.

## Geschichte
Im Jahr 1842 konnten die amerikanischen Siedler John Rowland und William Workman Land von der mexikanischen Regierung erwerben, auf der dann die Ranch La Puente entstand, Vorläufer der heutigen Stadt. Bis in die 1960er Jahre war der Ort landwirtschaftlich geprägt, die Hauptprodukte waren Walnüsse, Avocados und Zitrusfrüchte. 1888 wurde rund um den Ort Erdöl entdeckt, das etwa 40 Jahre lang gefördert wurde. Ab etwa 1960 wandelte sich der Ort von einer landwirtschaftlichen zu einer Wohnsiedlung, möglich durch eine ausgebaute Wasserversorgung und Verkehrserschließung. Von damals etwa 4.500 Einwohnern wuchs die Stadt auf heute rund 50.000 Einwohner (2020).